# Грантсвилл (Западная Виргиния)
Грантсвилл (англ. Grantsville) — город в штате Западная Виргиния, США. Он является административным центром округа Калхун. В 2010 году в городе проживали 561 человек.

## Географическое положение
Грантсвилл находится в центре штата Западная Виргиния и является административным центром округа Калхун. Город находится на берегу реки Литл-Канова на пересечении дорог штата 5 и 16. По данным Бюро переписи населения США город Грантсвилл имеет общую площадь в 1,22 квадратных километров, из которых 1,14 кв. километров занимает земля и 0,08 кв. километров — вода.

### Климат
По классификации климатов Кёппена климат Грантсвилла относится к влажному субтропическому (Cfa). Среднее годовое количество осадков — 1115,1 мм. Средняя температура в году — 11,9 °C, самый тёплый месяц — июль (средняя температура 23,2 °C), самый холодный — январь (средняя температура -0,5 °C).

## История

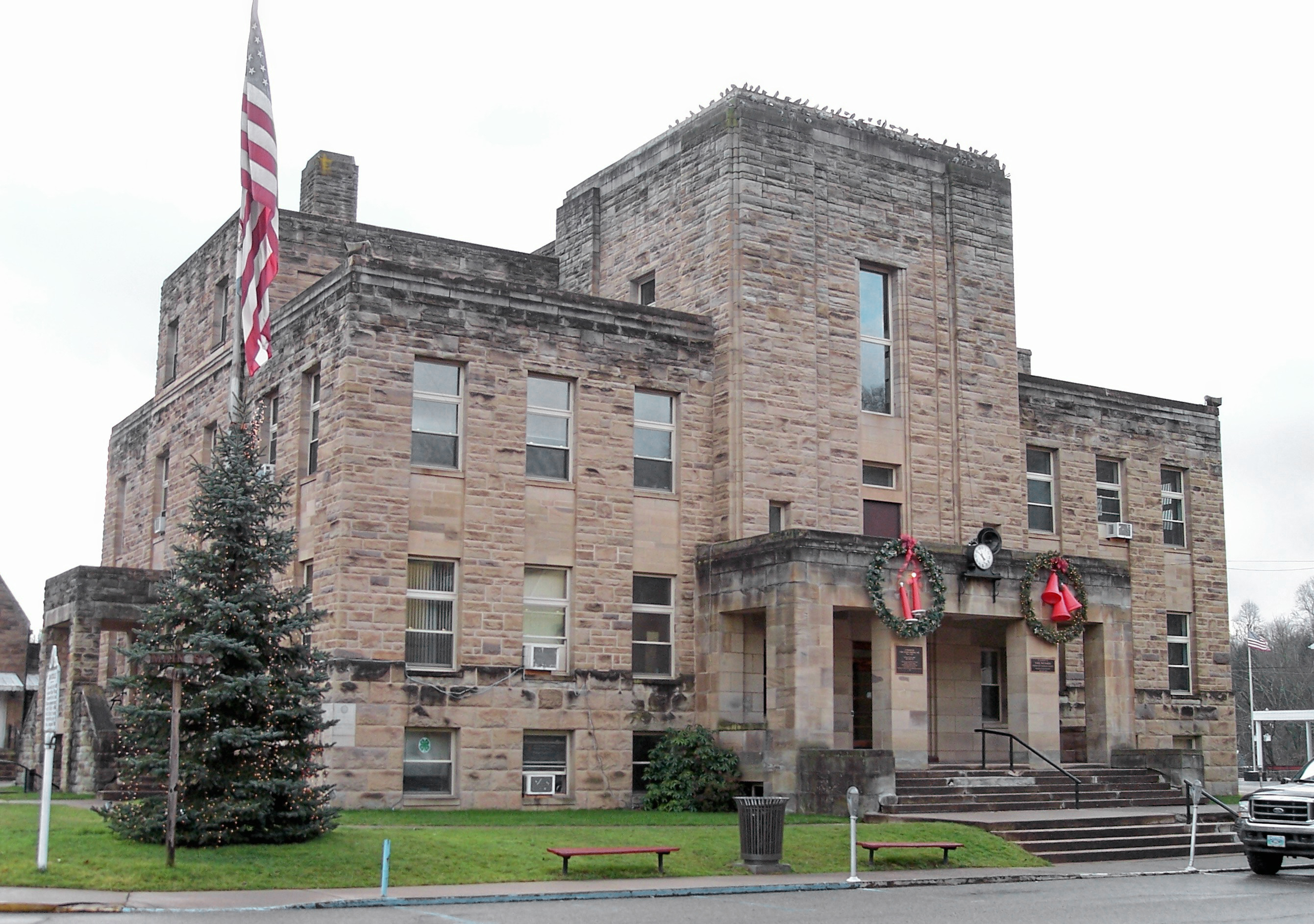
Здание окружного суда Калхуна

Первым поселенцем на территории города был Арчибальд Баррис, который переехал в будущий Грантсвилл в 1810 году и дал имя местности Барроус-Ран. Основание Грантсвилла как муниципалитета было результатом тринадцатилетнего спора между жителями Уэст-Форка и долины Литл-Канова о расположении окружного центра. Округ Калхун был создан в 1856 году по решению Генеральной ассамблеи Виргинии. Окружной центр мог располагаться либо в Бигбенде либо в Арнольдсбурге. Однако оба предложения встречали возражения в других поселениях. Некоторое время окружной центр был в Арнольдсбурге. Решение пришло только после Гражданской войны в 1866 году, когда было решено основать новый город и назвать его в честь известного генерала Улисса Гранта
Грантсвилл был инкорпорирован в 1896 году и с тех пор остаётся единственным инкорпорированным городом округа. Здание окружного суда в центре города было закончено во время Второй мировой войны. Рост города происходил за счёт активного развития добычи нефти и газа, увеличения лесозаготовок в конце XIX века. В городе была расположена местная штаб-квартира крупной газовой компании (сейчас Dominion Resources) с 1920-х годов. Единственная газета округа «Калхун Хроникл» начала издаваться в Грантсвилле в 1883 году. В 1899 году в городе начали использоваться газовые фонари. В городе расположена окружная больница и библиотека. Регулярные наводнения и два крупных пожара изменили облик города и в начале XXI века в нём проживает вдвое меньше людей, чем в середине XX века.

## Население
По данным переписи 2010 года население Грантсвилла составлял 561 человек (из них 47,2 % мужчин и 52,8 % женщин), в городе было 262 домашних хозяйства и 140 семей. Расовый состав: белые — 98,9 %, афроамериканцы — 0,2 %, коренные американцы — 0,4 %, азиаты - 0,4 % и представители двух и более рас — 0,2 %.
Из 262 домашних хозяйств 34,4 % представляли собой совместно проживающие супружеские пары (11,8 % с детьми младше 18 лет), в 14,9 % семей женщины проживали без мужей, в 4,2 % семей мужчины проживали без жён, 46,6 % не имели семьи. 7,2 % домашних хозяйств составили разнополые пары, не состоящие в браке, 0,38 % — однополые супружеские пары. В среднем домашнее хозяйство ведут 2,06 человек, а средний размер семьи — 2,76 человека.
Население города по возрастному диапазону по данным переписи 2010 года распределилось следующим образом: 16,4 % — жители младше 18 лет, 3,0 % — между 18 и 21 годами, 57,6 % — от 21 до 65 лет и 23,0 % — в возрасте 65 лет и старше. Средний возраст населения — 47,1 года. На каждые 100 женщин в Грантсвилле приходилось 89,5 мужчин, при этом на 100 совершеннолетних женщин приходилось уже 87,6 мужчин сопоставимого возраста.
В 2014 году из 217 активных трудоспособных жителей старше 16 лет имели работу 184 человека. При этом мужчины имели медианный доход в 35 938 долларов США в год против 28 229 долларов среднегодового дохода у женщин. В 2014 году медианный доход на семью оценивался в 36 111 $, на домашнее хозяйство — в 31 250 $. Доход на душу населения — 16 616 $. 24,4% % от всего числа семей в Грантсвилле и 29,4 % от всей численности населения находилось на момент переписи за чертой бедности, из которых 54,1 % составляли жители младше 18 и 28,2 % старше 65 лет.
Динамика численности населения:
|  |